# Lotto Park
 (août 2018).
Si vous disposez d'ouvrages ou d'articles de référence ou si vous connaissez des sites web de qualité traitant du thème abordé ici, merci de compléter l'article en donnant les références utiles à sa vérifiabilité et en les liant à la section « Notes et références ».
Le Lotto Park, anciennement Stade Emile Versé (1917-1983) puis stade Constant Vanden Stock (1983-2019), est une enceinte sportive située à Anderlecht. Principal équipement sportif de la Région de Bruxelles-Capitale avec le stade Roi Baudouin, le stade Constant Vanden Stock est depuis son inauguration en 1917 utilisé par le club de football du RSC Anderlecht.
En juillet 2019, le président Marc Coucke choisit de se plier au naming pour le stade qui s'appelle désormais Lotto Park.
Le Lotto Park est le cinquième stade de Belgique en ce qui concerne les places disponibles avec une capacité de 22 500 spectateurs. Le nombre initial de 40 000 places assises et debout a été progressivement réduit en raison des mesures de sécurité.

## Histoire
Premièrement baptisé stade Émile Versé en 1917 lors de son inauguration en hommage au mécène de ce nouveau stade situé dans le parc Astrid, il accueille la finale du Championnat d'Europe de football 1972 organisé en Belgique. Entre 1983 et 1991, 1,5 milliard de francs belges ont été déboursés pour rénover entièrement le stade originel. Il est alors rebaptisé stade Constant Vanden Stock, qui rend hommage à Constant Vanden Stock, ancien président du club et qui a mené Anderlecht au sommet européen pour lui donner la renommée qu'il possède actuellement. Il est, à nouveau, rebaptisé Lotto Park en juillet 2019.
Le stade reçut le premier prix d'architecture et sport décerné par le Comité international olympique. Mais il n'a jamais accueilli une finale européenne car il ne contient pas le nombre de places minimales imposé par l'UEFA. En effet jusqu'en juin 2012, pendant les matchs de championnat, le stade pouvait accueillir 26 085 personnes et 21 800 personnes personnes pendant un match européen (toutes assises).
Le Sporting d'Anderlecht a procédé à des travaux pendant l'été 2012 afin que le stade Constant Vanden Stock réponde aux normes de l'UEFA. Sa capacité descend ainsi à 21 500 places places mais il offrira plus de confort, plus de sécurité ainsi que de nouveaux espaces VIP et une salle de presse flambant neuve. Tous les sièges du stade sont désormais équipés d'un dossier. Les allées ont été élargies de 40 cm pour des raisons de sécurité, des sièges pliables ont été placés derrière les buts dans les tribunes debout tandis que la tribune 1 est dorénavant équipée de 651 sièges VIP en extérieur.
Un agrandissement du stade à 30 000 places, aux normes UEFA, est en projet. Les travaux consisteront en l'ajout d'un anneau supplémentaire d'environ 5 000 places. Le futur stade est qualifié de « mini Allianz-Arena » par Herman Van Holsbeeck, manager du club bruxellois. En 2018 à la suite de l’arrivée de Marc Couke, nouveau propriétaire et président du Sporting, le stade va subir un lifting et sa capacité va ainsi monter à 22 500 places.

## Terrain de jeu
Le terrain de jeu mesure approximativement 106 mètres de long et 65 mètres de large.

## Accessibilité
| ___ | Ce site est desservi par la station de métro : Saint-Guidon. |

et en voiture en sortant de l’autoroute au Westland Shopping Center